# Cerrillos (comuna)
Cerrillos es una comuna ubicada en el sector surponiente de la ciudad de Santiago, capital de Chile. Fue creada en 1991 a partir de una subdivisión de la comuna de Maipú.

## Etimología
El nombre de la comuna procede del hecho de que la geografía local posee muchos cerros y lomas (de ahí que la comuna se llama Cerrillos).

## Historia
El territorio que actualmente corresponde a la comuna de Cerrillos fue asignado durante la época de la Conquista a la familia Gutiérrez de Lo Espejo, quienes mantuvieron el lugar como un sector rural y de escasa población dada la distancia que la separaba del centro de Santiago. Tras la derrota en la batalla de Cancha Rayada, en abril de 1818 las tropas patriotas se asentaron en dos sectores de los Cerrillos del Maipo para esperar a las tropas realistas que se dirigían hacia el norte: en el actual Camino a Lonquén, hacia el norte de la actual autopista Américo Vespucio, y en el cerro donde está hoy ubicada la Villa Los Presidentes de Chile; posteriormente, el movimiento de las tropas daría origen a la batalla de Maipú.
Posterior a la independencia de Chile, la hacienda Lo Espejo continuó albergando terrenos agrícolas y pequeños caseríos, bajo el mando de Fernando Errázuriz. En 1861 el Estado puso a la venta los terrenos que colindaban con el camino a Melipilla, dando origen a los fundos  Buzeta, Cerrillos, Santa Adela, Zaror y El Toro. Posteriormente, hacia 1918 surge el barrio Buzeta, conformado por casas de amplios patios que permitían la instalación de pequeños huertos.
El geógrafo chileno Luis Risopatrón en su libro Diccionario Jeográfico de Chile, publicado en 1924, indica la presencia de una «aldea»:: 220 

Cerrillos (Aldea Los) 33° 30' 70° 43'. Con escuelas públicas i caserío diseminado a ambos lados del camino a Melipilla, se encuentra a unos 5 kilómetros hacia el SW de la ciudad de Santiago, al S de la línea férrea. 63, p. 245; i 68, p. 61; i fundo en 101, p. 424.

En 1928 el filántropo estadounidense Daniel Guggenheim donó al Estado de Chile 500 000 dólares con el fin de construir un aeropuerto; para dicho fin, el Estado adquirió las 245 hectáreas del fundo Los Cerrillos, perteneciente al Arzobispado de Concepción. El Aeropuerto de Cerrillos funcionó como el principal terminal aéreo del país hasta 1967, cuando entró en operaciones el Aeropuerto Internacional Arturo Merino Benítez; desde entonces funcionó solo como aeródromo y su cierre definitivo ocurrió el 8 de febrero de 2006, tras lo cual dio paso al Parque Bicentenario.
A mediados del siglo XX comienza el proceso de urbanización del sector de Cerrillos, mediante el desarrollo de barrios —como el edificado en el Loteo Aeropuerto hacia 1950— y la construcción de industrias en torno al sector del camino a Melipilla —como por ejemplo la fábrica de utensilios de cocina Fantuzzi, de artículos eléctricos Saime, de productos de vidrio Cristalerías Toro, y la extinta fábrica de radios y televisores Telefunken— que a su vez favorecieron la aparición de nuevos conjuntos habitacionales en los alrededores, como por ejemplo la Villa San Martín (perteneciente a trabajadores de Chilectra), la Villa Gasco (dedicada a los obreros de dicha empresa) y la Villa Desco (para los obreros de la empresa constructora homónima).
El 14 de febrero de 1956 ocurrió en Cerrillos un accidente ferroviario que dejó 23 muertos y 198 heridos, luego que un tren proveniente de la estación Alameda impactara a otro que había salido de la misma estación y se encontraba detenido en la vía. El accidente ocurrió siete meses después del accidente ferroviario en la estación de San Bernardo en julio de 1955.
El 19 de junio de 1972, con la toma de la fábrica conservera Perlak, se dio inicio oficialmente a la constitución del primer cordón industrial del país: el Cordón Cerrillos-Maipú fue el primer órgano colectivista de democracia obrera en un grupo de fábricas agrupadas en un sector determinado y que buscaban coordinar el trabajo de los obreros y la producción de las empresas.
El golpe de Estado del 11 de septiembre de 1973 puso fin a los cordones industriales, y se produjeron numerosas violaciones a los derechos humanos; en Cerrillos se encontraban dos centros de detención y tortura: la subcomisaría de Vista Alegre —que se ubicaba en el Camino a Melipilla— y el Hangar 10 del Aeropuerto Los Cerrillos, controlado por la Fuerza Aérea de Chile, además de un sitio eriazo ubicado entre las calles Lo Errázuriz, Divina Comedia, Caupolicán y Huelén, en donde varias personas fueron ejecutadas.

### Creación de la comuna
La comuna de Cerrillos fue creada sobre la base del Decreto con Fuerza de Ley N.º 1-3260, publicado el 17 de marzo de 1981. Este decreto se centraba en disminuir la población que aumentaba considerablemente en la comuna de Maipú y en la comuna de Santiago, por lo que se tomó la decisión de crear nuevos centros administrativos comunales. El documento definió el territorio que ocuparía la comuna de Cerrillos, señalando que comprende: 

a) El área de la actual comuna de Maipú ubicada al sur del canal Ortuzano y el zanjón de La Aguada; al oriente del camino Lo Errázuriz, el zanjón de La Aguada, la avenida Américo Vespucio, la línea del ferrocarril a Cartagena, la avenida Esquina Blanca y la avenida Pedro Aguirre Cerda y al norte de la avenida Lo Espejo entre el canal Ortuzano y el camino a Lonquén, con excepción del área ubicada al oriente del lindero poniente de la carretera Panamericana (variante Cerrillos).
b) El área de la actual comuna de Santiago ubicada al sur del zanjón de La Aguada y al poniente del lindero poniente de la carretera Panamericana (variante Cerrillos)".
DFL 1-3260, 9 de marzo de 1981.

Posteriormente, el 2 de julio de 1991 el presidente de la República, Patricio Aylwin, constituyó oficialmente la Municipalidad de Cerrillos mediante el Decreto con Fuerza de Ley 27-18992, y el 12 de agosto Fernando Martínez Mercado fue designado como el primer alcalde de la comuna. Ya establecidas las bases legales de la municipalidad, esta entró en funciones el 2 de enero de 1992 y se convocó a elecciones municipales para el 28 de junio del mismo año, resultando victorioso Fernando Martínez con un 28 % de los votos.
El 3 de noviembre de 1993 Fernando Martínez Mercado renunció a su cargo de alcalde de la comuna (el cual tuvo durante 3 años), por lo que fue reemplazado por René Ramírez Fuentes, quien renuncia en 1994 y fue reemplazado por Rafael Díaz Gonzáles, quien administró el municipio hasta 1996. Posteriormente, el 6 de diciembre de 1996 es elegido Alejandro Almendares. 
En las elecciones del 28 de octubre de 2012 fue elegido el concejal Arturo Aguirre como nuevo alcalde de la comuna, ostentando el cargo nuevamente tras se reelecto en las elecciones municipales de 2016. Si bien su período debía terminar en 2020, este duró hasta junio de 2021 debido a la pandemia de COVID-19. En 2021 el cargo de alcalde fue obtenido por Lorena Facuse Rojas convirtiéndose en la primera mujer alcaldesa de la comuna.Facuse se candidateó nuevamente para las elecciones municipales de 2024, sin embargo no salió victoriosa, siendo su principal contendor, Johnny Yáñez, quien resultó electo. Facuse renunció a su cargo el 14 de noviembre de 2024 para poder postular a candidata en las elecciones parlamentarias de 2025. Esto conllevó a que el concejo municipal eligiera a la concejala Orfilia Castro para que asumiera las tareas del cargo hasta el 5 de diciembre cuando el nuevo alcalde electo Johnny Yáñez asumiera de manera oficial.

## Medio ambiente

### Geomorfología y componentes abióticos

Trazado simplificado de los ecosistemas y cuerpos de agua presentes en la comuna de Cerrillos.

La comuna de Cerrillos se encuentra emplazada en la unidad geomorfológica de Cuenca de Santiago; donde se caracteriza por la presencia de cerros y lomas de baja altura de origen glacio volcánico.
Según la clasificación climática de Köppen, esta comuna presenta un clima mediterráneo de lluvia invernal (Csb). Esta además se halla en la cuenca hidrográfica de Río Maipo. Además, la comuna posee diversos cuerpos de agua, entre los que se destacan el Zanjón de la Aguada y la laguna en el Parque Bicentenario de Cerrillos.

### Componentes bióticos
Dentro del territorio de la comuna se puede encontrar el siguiente ecosistema:
- Bosque espinoso mediterráneo interior donde predominan Acacia caven y Prosopis chilensis (Vulnerable)

### Medidas de protección ambiental y conflictos socioambientales
Hasta 2022, la comuna de Cerrillos no cuenta con ningún tipo de área destinada a la protección ambiental.
La construcción de la Ciudad Parque Bicentenario y del parque San Luis Orione ha permitido que la comuna presente uno de los índices de superficie de áreas verdes por habitante más altos de la ciudad de Santiago, con 7,3 m² por habitante para el año 2012.

## Demografía
Según los datos recolectados en el censo del Instituto Nacional de Estadísticas, año 2002, la comuna posee una superficie de 21 km² y una población de 71 906 habitantes, de los cuales 36 945 son mujeres y 34 961 hombres. Tras los resultados del censo de 2017, Cerrillos posee una población de 80.832 habitantes, donde 41.201 son mujeres y 39.631 hombres
Cerrillos acoge al 1,19 % de la población total de la región. Un 0,00 % corresponde a población rural y un 100 % a población urbana.

## Administración

### Municipalidad
La Ilustre Municipalidad de Cerrillos es dirigida desde el 6 de diciembre de 2024 por el alcalde Johnny Yáñez, ganador de las elecciones municipales con el 24,62% de los votos a través de su candidatura como independiente. Yáñez preside el concejo municipal junto a los siguientes concejales electos para el periodo 2024-2028:
- Luis Leiva Godoy (FA)
- Josefina Osorio Oviedo (PAVP)
- Roxana Muñoz Daza (PR)
- Juan Jiménez Retamal (RN)
- Daivit Mellado Ramírez (Independiente)
- Carolina Burgos Alarcón (REP)

### Representación parlamentaria
Cerrillos pertenece al distrito electoral n.º 8 y a la 7.ª circunscripción senatorial (Región Metropolitana). Es representada en la Cámara de Diputados del Congreso Nacional por los diputados Carmen Hertz Cádiz (PCCh), Claudia Mix Jiménez (COM), Joaquín Lavín León (UDI), Cristián Labbé Martínez (UDI), Alberto Undurraga Vicuña (DC), Agustín Romero Leiva (PRCh), Viviana Delgado Riquelme (PEV) y Rubén Oyarzo Figueroa (PDG) en el periodo 2022-2026. A su vez, en el Senado la representan Fabiola Campillai Rojas (Ind), Claudia Pascual (PCCh), Luciano Cruz Coke (EVOP), Manuel José Ossandon (RN) y Rojo Edwards (PRCh) en el periodo 2022-2030.

## Economía
En 2018, la cantidad de empresas registradas en Cerrillos fue de 1945. El Índice de Complejidad Económica (ECI) en el mismo año fue de 0,79, mientras que las actividades económicas con mayor índice de Ventaja Comparativa Revelada (RCA) fueron Fabricación de Aparatos de uso Doméstico (73,27), Fabricación de Receptores Radio y TV, Aparatos de Grabación y Reproducción Audio y Video (42,39) y Fabricación de Artículos de Vidrio (38,26).
Gran parte de la comuna posee extensos terrenos de uso industrial, como es el caso de INDURA, Chiletabacos, Editorial Lord Cochrane, Somela, Prisa, Pinturas Renner, Pepsico, y las bodegas de distribución de Sodimac, Arcor y Falabella, entre otras. Debido a la existencia del cono de aproximación del ex-Aeródromo Los Cerrillos, el cual no permitía la edificación en altura, han perdurado superficies con edificaciones de muy baja densidad, así como remanentes de áreas rurales y naturales.

## Transporte

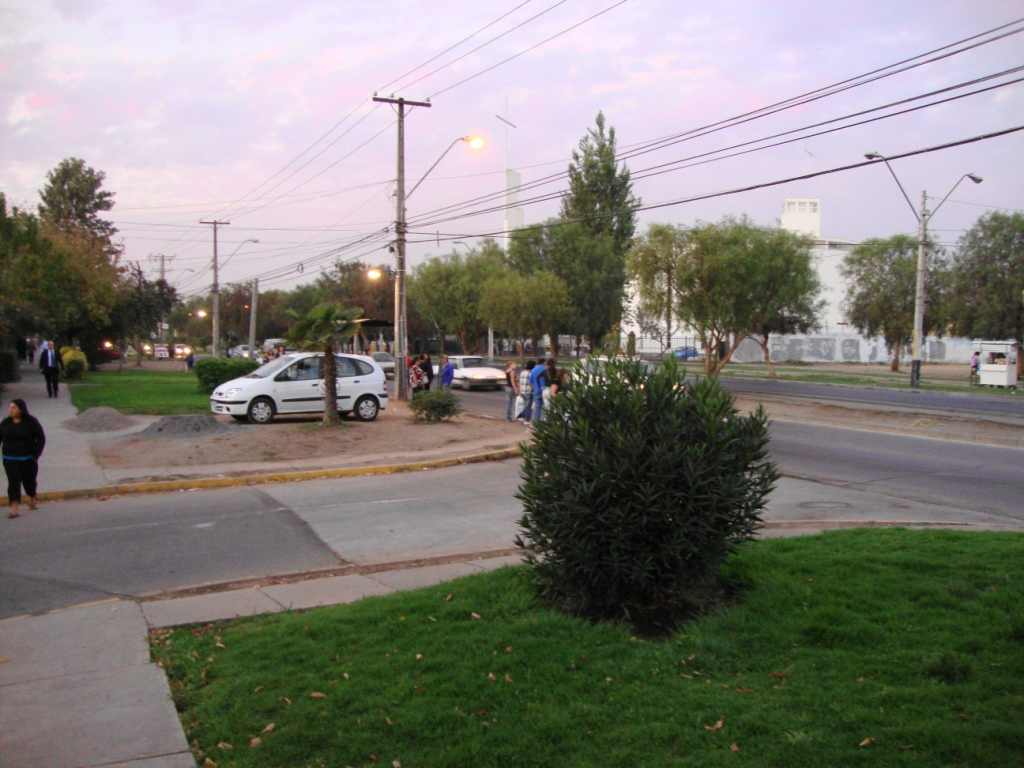
Avenida Lo Errázuriz

Entre las avenidas más importantes de la comuna destacan el camino a Melipilla, avenida Lo Errázuriz y avenida Americo Vespucio, aunque también destacan las avenidas El Mirador, Salvador Allende Gossens y avenida Los Cerrillos; sin embargo, sus accesos principales son sólo a la avenida Américo Vespucio, avenida Pedro Aguirre Cerda y avenida General Velásquez. La comuna es atravesada por la Autopista del Sol y el ramal General Velásquez de la Autopista Central.
La comuna, además, es surcada por el ramal Santiago-Cartagena; la línea se halla siempre paralela a la avenida Salvador Allende Gossens, poseyendo 4 puentes principales para el Zanjón de la aguada, autopista del Sol, puente Lo Errázuriz y avenida Américo Vespucio.

### Metro
Desde el 2 de noviembre de 2017 la comuna cuenta con una estación de la Línea 6 del Metro de Santiago y una en construcción: 
- Cerrillos • Lo Errázuriz

En octubre de 2020 Metro S.A. publicó dos licitaciones de ingeniería para la construcción de la estación Lo Errázuriz y la extensión de la línea desde la estación Cerrillos. Se estima que su apertura será en 2027.

### Red Metropolitana de Movilidad
La comuna es abastecida por los siguientes servicios de la Red Metropolitana de Movilidad:
- 101: Recoleta - Cerrillos
- 102: (M) Las Rejas - San Carlos Oriente
- 105: Renca - Lo Espejo
- 107: Ciudad Empresarial - Avenida Departamental
- 108: Maipú - La Florida
- 109:  Renca - Maipú
- 109n: Plaza Italia - Maipú
- 113: Ciudad Satélite - (M) Los Héroes
- 113c: (M) Cerrillos - Ciudad Satélite
- 113e: Ciudad Satélite - (M) Los Héroes
- 115: Villa El Abrazo - (M) Los Héroes
- 118: Maipú - La Florida
- 120: Renca - (M) La Cisterna
- 125: (M) U. de Chile - Lo Espejo
- '"227': La Reina - Portal Oeste"
- 348: Rinconada - (M) Lo Ovalle
- 428: Quilicura - (M) La Cisterna
- 444: Intermodal Aeropuerto - (M) La Cisterna
- 481: Plaza Italia - Avenida Portales
- I01: Villa Los Héroes - Hospital San Borja Arriarán
- I04: Villa El Abrazo - (M) San Alberto Hurtado
- I05: Rinconada - (M) Lo Ovalle
- I12: Pueblito La Farfana - Mall Plaza Oeste
- I13: (M) Del Sol - (M) San Alberto Hurtado
- I14: Mall Plaza Oeste - Estación Central
- I14n: Mall Plaza Oeste - Centro
- I18: Rinconada - (M) ULA
- I25: Portal Oeste - Villa Silva Henríquez
- I26: Av. Portales - (M) Cerrillos

### Tren de cercanías
En 2020 la Empresa de los Ferrocarriles del Estado comenzó el proceso de licitación para la construcción y remodelación de la línea del ferrocarril con destino a San Antonio que atraviesa la comuna. El proyecto de transporte público es un tren de cercanías llamado Metrotren Melipilla, y que contará con dos estaciones en la comuna, estación Lo Errázuriz y estación Américo Vespucio.

## Lugares de interés
Sus hitos urbanos corresponden a diversos proyectos habitacionales, como el complejo urbano Ciudad Parque Bicentenario en la explanada de Los Cerrillos; en los que fueran terrenos de este aeropuerto, en la avenida Pedro Aguirre Cerda, se encuentra asimismo el Museo Nacional Aeronáutico y del Espacio (n.º 5000) y  el Centro Nacional de Arte Contemporáneo Cerrillos (n.º 6100); al otro lado de la calle en el n.º6655 está la Escuela de Formación de Carabineros Alguacil Mayor Juan Gómez de Almagro. La comuna cuenta con centros comerciales entre los que destaca el Mall Plaza Oeste. Durante el segundo semestre de 2019 se dio inicio al proceso de consulta ciudadana con el cual se diseñará el parque Lo Errázuriz, el cual se hallará compartido con la comuna de Estación Central y Maipú y que tendrá aproximadamente 40 hectáreas de superficie.

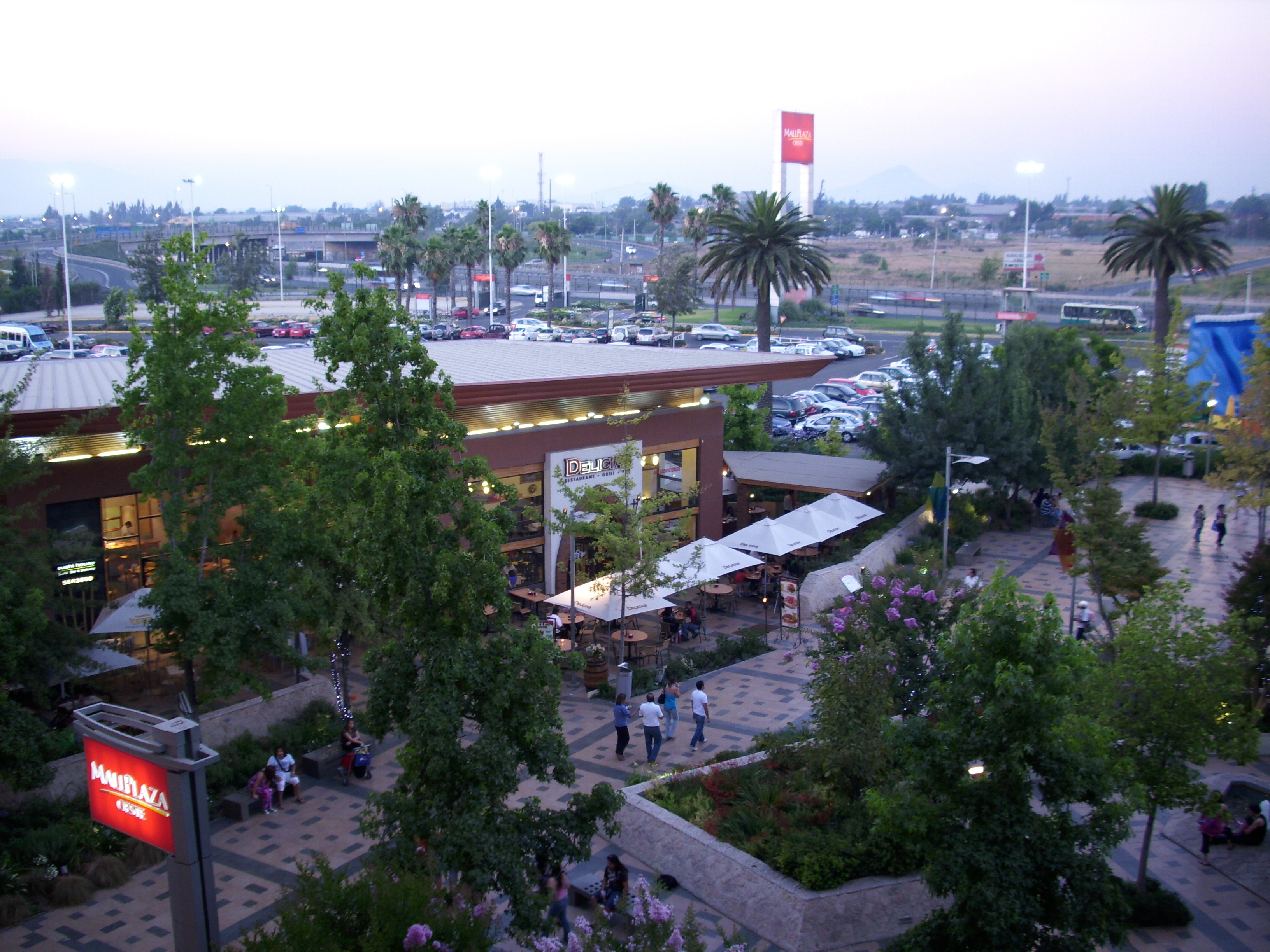
Mall Plaza Oeste.
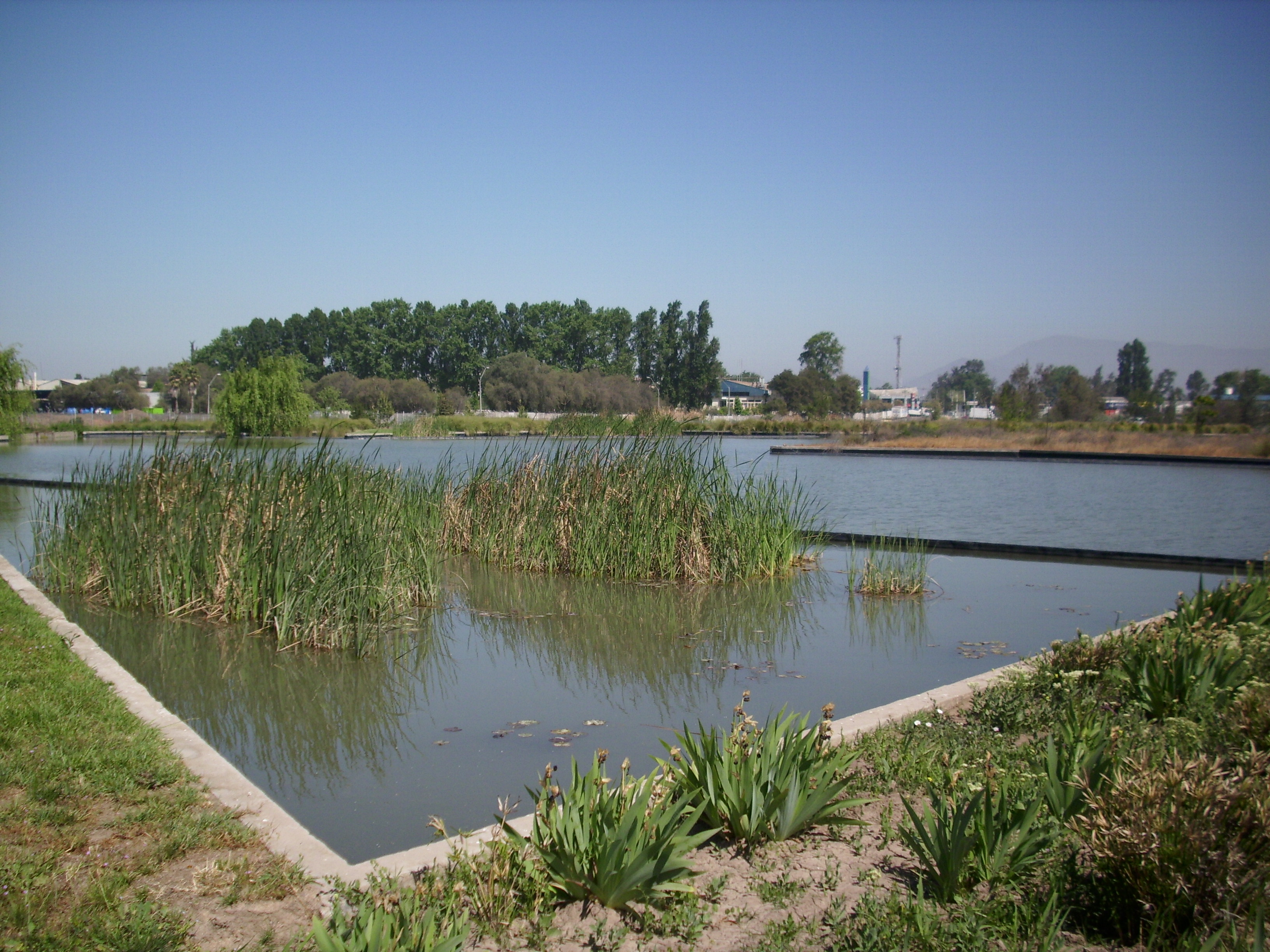
Laguna navegable dentro del Parque Bicentenario
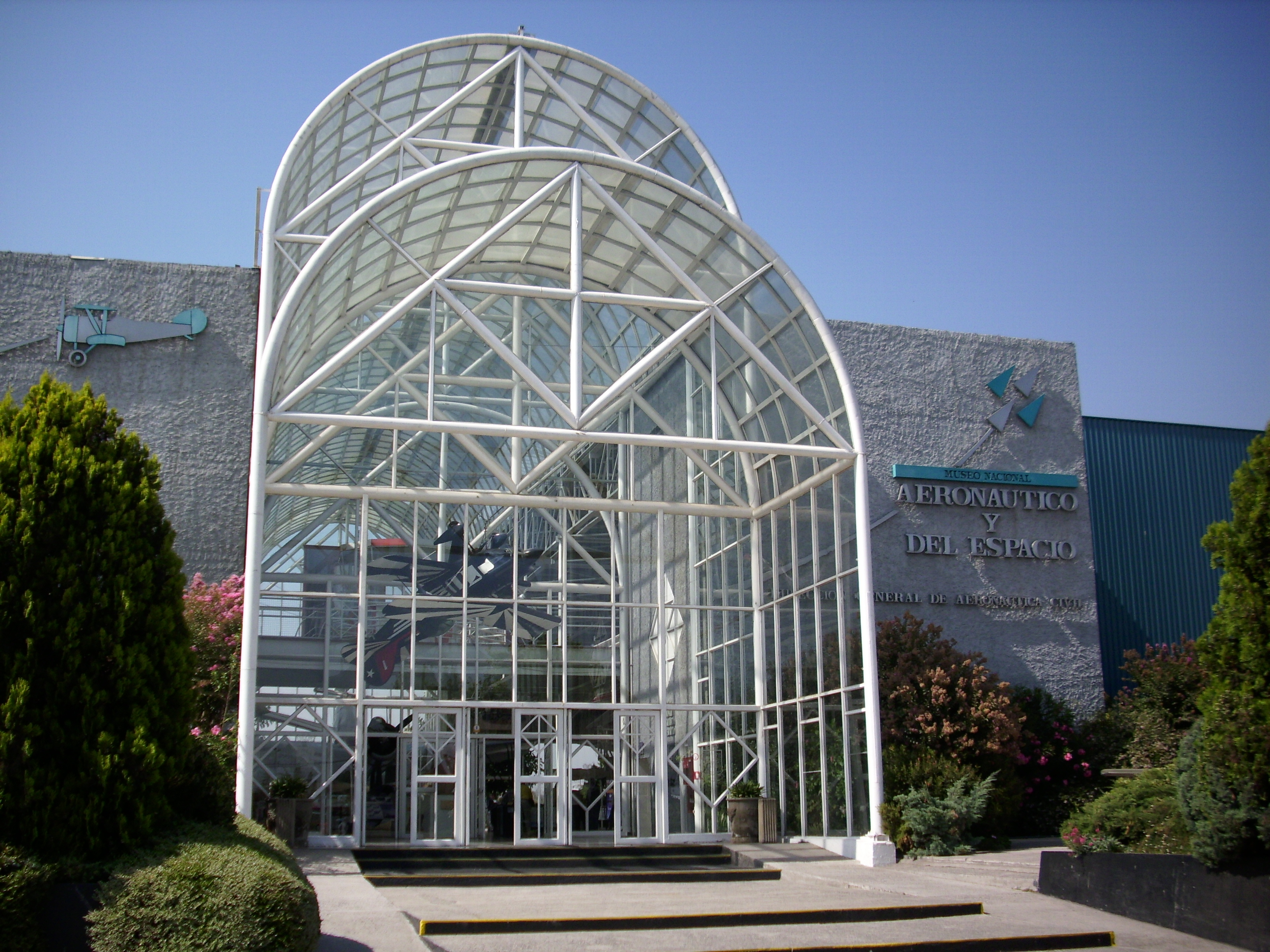
Fachada del Museo Nacional Aeronáutico y del Espacio
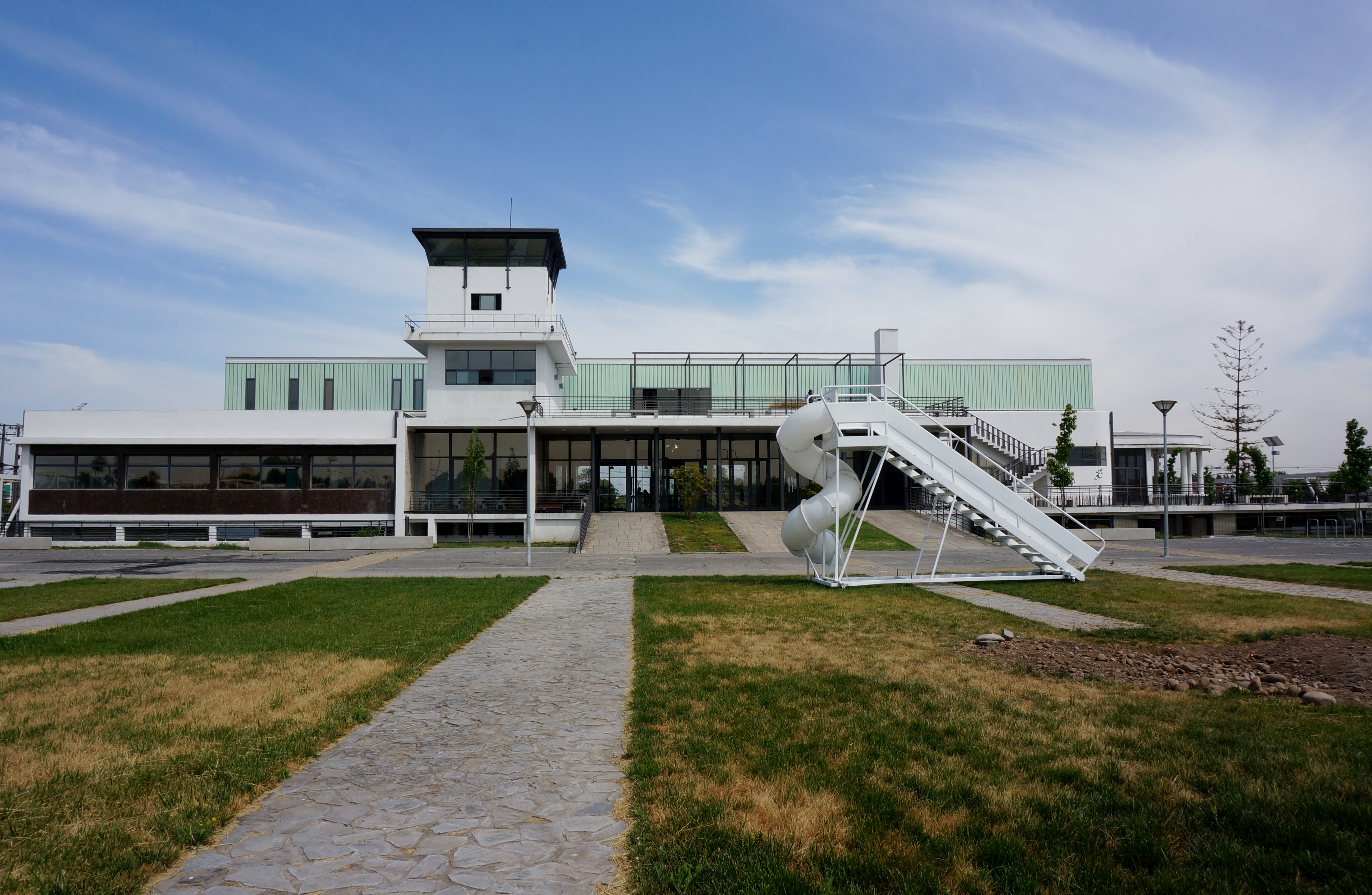
Centro Nacional de Arte Contemporáneo Cerrillos

## Medios de comunicación

### Radioemisoras
FM
- 107.7 MHz - Rukalaf[35]